# Auditör (militär)
En auditör är en jurist som handhar rättsvårdsärenden inom en stats väpnade styrkor.

## Sverige

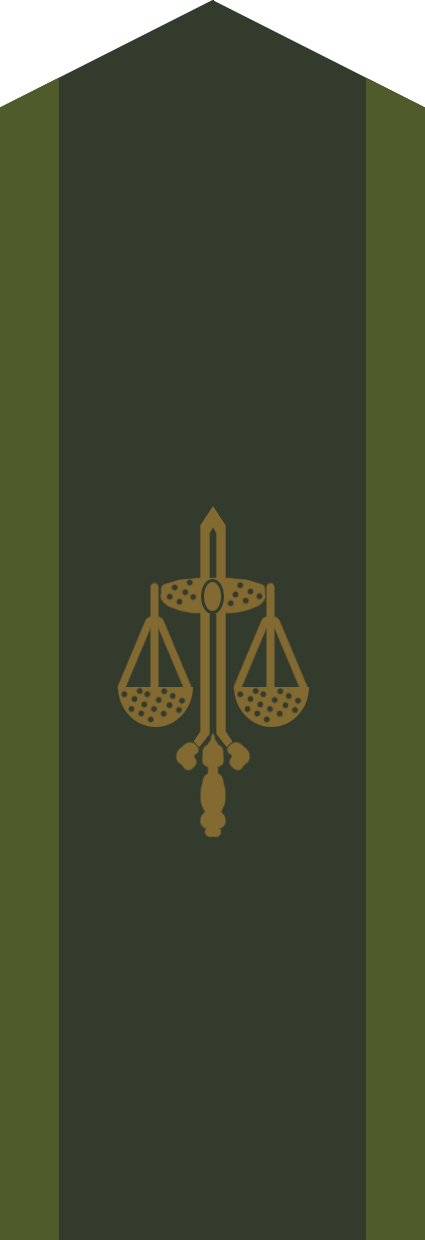
Facktecken för auditör i svenska försvarsmakten m/58.

I Sverige biträder auditörer de militära chefer som har rätt att ta beslut i disciplinära ärenden samt ersättningsärenden. En auditör får förordnas för högst sex år i taget och skall vara lagfaren, vilket innebär att ha avlagt juris kandidatexamen eller juristexamen. Försvarsmakten avgör hur många auditörer som skall finnas inom myndigheten och förordnar dessa. Motsvarande gäller för vissa civila myndigheter inom totalförsvaret.
Inför beslut om vissa disciplinpåföljder och åtalsanmälan skall förbandschefen inhämta yttrande från en auditör. Auditören anses medansvarig i beslut som denne tillstyrker. Därutöver har auditören tillsynsuppgifter samt rådgivande funktioner inom den militära rättsvården.
Förr var auditör en ledamot av en regementskrigsrätt som oftast hade till uppgift att sammankalla parter och föra protokoll. Med tiden tillkom krav på juristexamen. Auditör vid krigshovrätten kallades generalauditör och kunde även ha rollen som åklagare.

## USA
I USA:s väpnade styrkor finns i de olika försvarsgrenarna (armén, flottan och flygvapnet) personalkårer med officerare som innehar juristexamen (engelska: judge advocate) och som biträder ansvariga befäl med sakkunskap om Uniform Code of Military Justice (UCMJ), krigets lagar och andra juridiska spörsmål.